# Xavier Isaac
Xavier Julián Isaac (n. Buenos Aires, 1 de diciembre de 1962) es un militar argentino con el grado de brigadier general. Es el actual jefe del Estado Mayor Conjunto de las Fuerzas Armadas (JEMCO) desde el 9 de enero de 2024. También fue jefe del Estado Mayor General de la Fuerza Aérea (JEMGFA) desde el 28 de febrero de 2020 hasta el 9 de enero de 2024. Es hermano del comodoro veterano de guerra de Malvinas Gerardo Guillermo Isaac.

## Carrera militar
El brigadier general Xavier Julián Isaac, ingresó a la Escuela de Aviación Militar en 1980, egresando el 14 de diciembre de 1983, en el escalafón Aire, junto a la Promoción XLIX. Posteriormente, efectuó el curso de aviador de combate en la IV Brigada Aérea de El Plumerillo, Provincia de Mendoza, y luego se especializó en Mirage III EA en la VIII Brigada Aérea de Moreno, Provincia de Buenos Aires.

### Destinos
Algunos de sus destinos han sido:
- Instructor de vuelo, Escuela de Aviación Militar (1989-1992).[4][5]
- Jefe de la IV Brigada Aérea (2014-2015).[6][5]
- Agregado aeronáutico en los Estados Unidos.[6]
- Director general de Planes, Programas y Presupuesto.[7]

### Jefatura del Estado Mayor General de la Fuerza Aérea

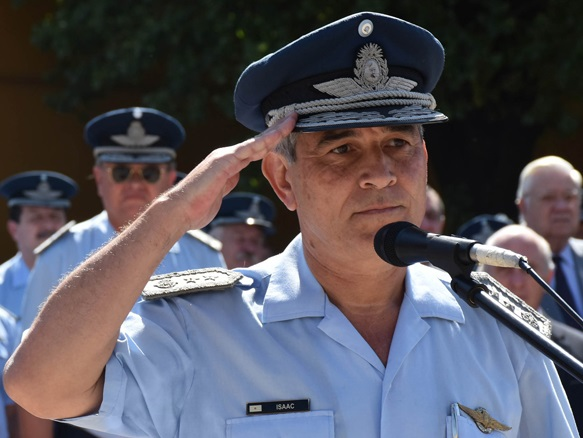
El Brigadier Isaac, al momento de tomar posesión de la jefatura de la Fuerza Aérea en 2020.

Tras poco más de dos meses de haber jurado como presidente, Alberto Fernández dispuso el recambio de las autoridades militares de las tres fuerzas armadas el 22 de febrero de 2020. En el caso de la Fuerza Aérea Argentina, el brigadier Xavier Julián Isaac fue investido como nuevo jefe del Estado Mayor General de la Fuerza Aérea Argentina mediante el Decreto 180/2020.
El 28 de febrero del mismo año, el ministro de Defensa Agustín Rossi puso en funciones al brigadier Isaac en las instalaciones del Edificio Cóndor. Allí también se le brindó un homenaje de despedida al jefe saliente, brigadier general Enrique Amrein.
Las otras nuevas autoridades designadas por el jefe de Estado fueron el general de brigada Juan Martín Paleo como nuevo titular del Estado Mayor Conjunto; el general de brigada Agustín Humberto Cejas en calidad de jefe del Ejército; el contralmirante Julio Horacio Guardia como comandante de la Armada Argentina.
El 15 de diciembre de 2020, el Poder Ejecutivo Nacional dispuso el ascenso de Isaac al rango de brigadier mayor con efecto retroactivo al 31 de diciembre de 2019.
El 28 de octubre de 2021, el Senado de la Nación Argentina dio su aprobación a los ascensos de ciento ochenta uniformados entre los que se encontraban los de Agustín Humberto Cejas, Xavier Julián Isaac y Julio Guardia - jefes de Estado Mayor de las tres fuerzas - y el del jefe del Estado Mayor Conjunto, Juan Martín Paleo. Los pliegos habían sido remitidos por el Poder Ejecutivo a la Cámara Alta en abril de 2021, pero fueron tratados con siete meses de demora. En todos los casos, los ascensos fueron efectivizados con retroactividad al 22 de febrero de 2020.

## Jefe del Estado Mayor Conjunto de las Fuerzas Armadas
Abandonó la Jefatura del Estado Mayor General de la Fuerza Aérea para asumir como Jefe del Estado Mayor Conjunto de las Fuerzas Armadas el 2 de enero de 2024, mediante al Decreto 120/2023 firmado por el presidente de la Nación Javier Milei. Asumió formalmente en el Edificio Libertador el 9 del mismo mes y año.
El 2 de enero de 2024 el Brigadier Mayor Fernando Luis Mengo fue designado como el nuevo Jefe del Estado Mayor General de la Fuerza Aérea, mediante el decreto 121/2023. Quien fue relevado el 21 de noviembre de 2024 y sustituido por el brigadier Gustavo Javier Valverde.

## Condecoraciones y distintivos

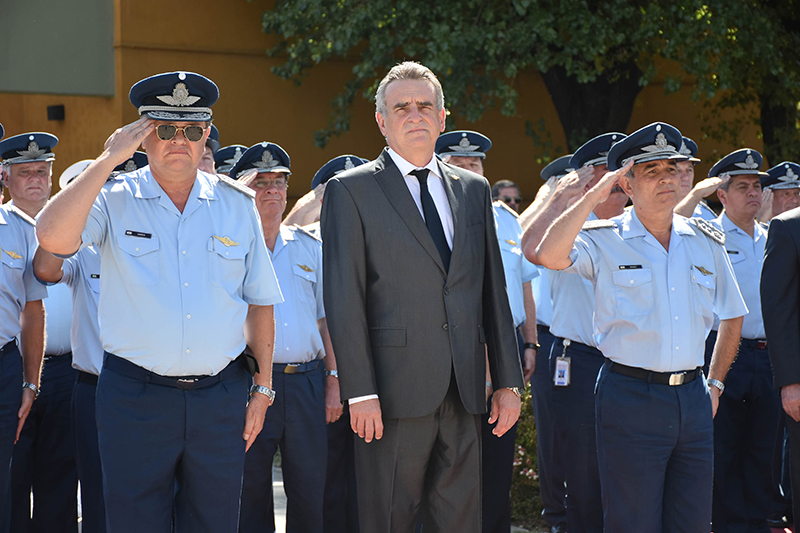
Xavier Julián Isaac (der.) tras asumir como JEMGFAA, junto a Agustín Rossi (centro) y Enrique Amrein (izq.).

Durante su carrera ha recibido numerosas condecoraciones y distintivos:
- «Distintivo Aviador Militar» Escuela de Aviación Militar (Argentina).
- «Oficial de Estado Mayor» Escuela Superior de Guerra Aérea (Argentina).
- «Distintivo Escuela de Aviación Militar» EAM (Argentina).
- «Curso de Comando y Estado Mayor» en el Colegio de Guerra Aérea de la Fuerza Aérea de los Estados Unidos (USAF).
- «Curso Superior de Estado Mayor» en Escuela Superior de Guerra Aérea (Argentina).
- «Curso de Comando y Estado Mayor» en Escuela Superior de Guerra Aérea (Argentina).
- «Curso de Estandarización de Procedimientos para Aviadores de Combate» (CEPAC).